# Cambio climático en Nigeria

Mapa de clasificación climática de Köppen previsto para Nigeria para 2071-2100.

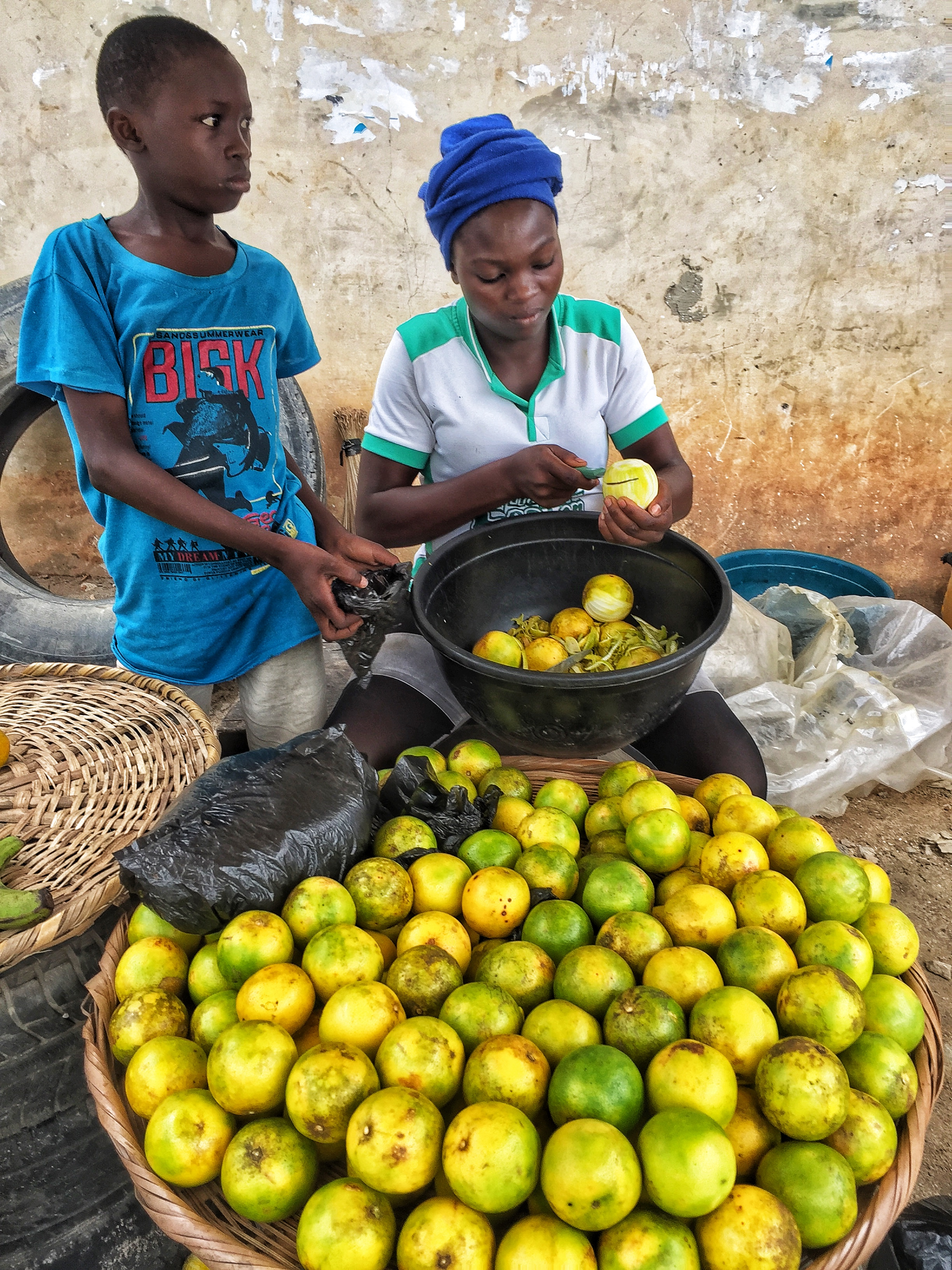
Esta mujer vende frutas al costado de la carretera, dependiendo de la fruta de temporada. ella trae a su hijo para que la ayude cada vez que está de vacaciones en la escuela.

El cambio climático en Nigeria es evidente por el aumento de la temperatura, la variabilidad de las precipitaciones (aumento de las precipitaciones en las zonas costeras y disminución de las precipitaciones en las zonas continentales), sequía, desertificación, aumento del nivel del mar, erosiones, inundaciones, tormentas eléctricas, relámpagos, incendios forestales, deslizamientos de tierra, degradación y pérdida de la diversidad biológica. Todo esto continuará afectando negativamente la vida humana y los ecosistemas en Nigeria. Aunque dependiendo de la ubicación, las regiones experimentan un cambio climático con temperaturas significativamente más altas durante las estaciones secas, mientras que las lluvias durante las estaciones lluviosas ayudan a mantener la temperatura en niveles más suaves. 
Hay algunos informes y documentos completos que brindan evidencia y discusión útiles sobre los diversos impactos del cambio climático en toda Nigeria. Sin embargo, la gran mayoría de la literatura que proporciona evidencia de impactos y respuestas al cambio climático se enfoca en el sector agrícola y en comunidades agrícolas individuales en regiones particulares del país. La discusión de otras medidas de mitigación y adaptación en la literatura a menudo toma la forma de recomendaciones, en lugar de ejemplos de lo que ya se ha logrado.
Esto probablemente se deba a la necesidad de una implementación mucho mayor de medidas de mitigación y adaptación en Nigeria. Además, si bien existe cierta discusión sobre la creación de capacidad necesaria a nivel individual, grupal y comunitario para participar en las respuestas al cambio climático, se presta mucha menos atención a niveles más altos de capacidad a nivel estatal y nacional.
Los desafíos asociados al cambio climático no son los mismos en todo el país debido a los dos regímenes de precipitación: alta precipitación en partes del sureste y suroeste y baja precipitación en el norte. Estos regímenes pueden resultar en aridez, desertificación y sequía en el norte; erosión e inundaciones en el sur.